# Uvajanje v delo
Uvajanje v delo je kadrovski postopek, pri katerem se novinec v delovni organizaciji sistematično pripravlja na uspešno opravljanje delovnih nalog.
Uvajanje zaposlenih lahko opredelimo kot dinamičen razvojni proces, ki se izvaja ob vsakokratnih spremembah v načinu ali pogojih dela in v katerem sodelavec na eni strani preko formalne strokovne orientacije s strani nadrejenih, mentorja oziroma izvajalca uvajanja pridobi vse potrebne veščine, znanja in druge kompetence potrebne za uspešno in učinkovito samostojno opravljanje del in nalog v novem delovnem procesu ter na drugi strani preko neformalne socializacije s strani sodelavcev prevzame ključne navade, načela in vrednote, potrebne za uspešno in učinkovito socialno delovanje v novem delovnem okolju (Mihalič, 2006).

## Opredelitev uvajanja
Začetek nove zaposlitve je lahko zahtevna in stresna izkušnja. Zaposleni se sooča z reševanjem novih nalog, poleg tega pa se mora navaditi na novo organizacijo, novo delovno okolje, nove kolege in morda tudi novo okolje, v katerem biva. Organizacije zaposlenim v tem obdobju pomagajo s procesom uvajanja (Coleman, 2013).
Uvajanje delavcev v delo ali orientacija je proces, ki se začne, ko smo nove delavce sprejeli na delovno mesto (Lipičnik, 1998). Največkrat se izvaja zgolj v primerih novozaposlenih, vendar pa je postopek potrebno izvesti tudi ob vsakokratnih prerazporeditvah zaposlenih na novo delovno mesto znotraj organizacije, ob spremembah v načinu dela in tudi ob horizontalnem napredovanju zaposlenega znotraj istega delovnega mesta (Mihalič, 2006).  Zajema sistematičen formalen ali neformalen program, s katerim delavcu predstavimo njegove delovne obveze, sodelavce, politiko in organizacijo. Včasih je sodelavcu potrebno povedati le kdo je njegov vodja, kje lahko parkira avtomobil, kdaj mora priti na delo, kaj od njega pričakujemo itd., včasih pa je seznanjenje z njegovim delom usmerjeno na vse podrobnosti tehnologije, morebitne napake pri delu in druge posebnosti (Lipičnik, 1998). Program uvajanja je sistematičen. To pomeni, da naj bi organizacija točno vedela, kaj od novinca pričakuje, kaj bo le-ta počel, ima predstave o tem, kaj mora novo zaposleni delavec o organizaciji vedeti, hkrati pa ima postavljene kriterije, po katerih bo ocenjevala uspešnost uvajanja. Prav tako pa bo novinec po končanem sistematičnem uvajanju vedel, kakšna je njegova vloga v organizaciji.  Sistematično uvajanje pomeni, da le-to poteka po določenem načrtu, da so določene stvari, ki jih mora novinec spoznati, hkrati pa dopušča dovolj svobode za prilagajanje posameznim skupinam zaposlenih (Ferlic, 2006).
Sistematično uvajanje delavcev v novo delovno okolje lahko bistveno skrajša proces socializacije oziroma omogoči delavcu, da hitreje doseže pričakovane rezultate (Svetlik, 2002) Dobro pripravljen program uvajanja vpliva na krajše socializacijsko obdobje, na znižanje zgodnje fluktuacije, na zadovoljstvo novinca v novi organizaciji in njegovo učinkovitost pri delu (Werther in Davis, 1993).

## Cilji uvajanja
Glavni cilj uvajanja v delo je pripraviti začetnika na uspešno opravljanje delovnih nalog na delovnem mestu. Spremembe v načinu življenja in razvoju tehnologije pa so prinesle spremembe tudi v uvajanju v delo. Avtorji so začeli izpostavljati pomen organizacijske kulture, pripadnosti delavcev, njihove motivacije in socializacije (Ferlic, 2006).

## Namen uvajanja
Temeljni namen uvajanja zaposlenih je dolgoročna zagotovitev splošne uspešnost in učinkovitosti sodelavca ob ustrezni zaposlenosti in izpopolnjenosti za samostojno opravljanje del in nalog (Mihalič, 2006). Na splošno je znano, da so novi zaposleni visoko motivirani, učinkovito uvajanje pa bo to le še okrepilo (Coleman, 2013). Z učinkovitim uvajanjem novih delavcev bi radi povečali njihovo varnost pri delu, zmanjšali fluktuacijo delovne sile, povečali proizvodnjo, ustvarili dobre odnose med sodelavci (Lipičnik, 1998).  Novemu zaposlenemu pomaga pri prevzemu načinov dela in vzorcev vedenja, ki so v specifičnem delovnem okolju najbolj zaželeni, ustrezni in pravilni. Strokovno, načrtno in sistematično izvedeno uvajanje je torej osnovni predpogoj, da bo sodelavec lahko v prihodnosti dosegal želene rezultate pri delu, ravnal v skladu s predpisanimi določbami, da bo v okolju zadovoljen, inovativen, sposoben prilagajanja spremembam in podobno (Mihalič, 2006). Posamezniku tudi pomaga, da se socializira v organizacijo, torej da sprejema vrednote, norme, vedenjske obrazce in prepričanja drugih. Pogosto mora premagati kulturni šok, saj je prišel v okolje, ker veljajo druge navade, kot jih ima sam ali prejšnji delodajalec (Svetlik, 2009).  Doba uvajanja je za zaposlene pomembno, saj ne morejo učinkovito delovati v organizaciji, če je ne poznajo dobro. Poznati morajo svoje naloge in pravice, zgodovino organizacije, produkte in dejavnosti, ki jih organizacija nudi, strukturo organizacije, prav tako pa se morajo spoznati tudi z novimi sodelavci (Florea, 2014).
Uvajanje ni dobro samo za organizacijo, ampak ima koristi tudi za novozaposlenega. Počutil se bo bolj dobrodošlega in spoštovanega v organizaciji ter bolj udobno na delovnem mestu. To mu bo pomagalo, da se bo lažje vključil v novo organizacijo. Dober uvajalni program mu bo pomagal, da bo imel več samozavesti, morale in motivacije, prav tako pa mu bo pomagal tudi pri vzpostavitvi komunikacije z nadrejenim že takoj na začetku (HR Pulse New Desk, 2012).
Če uvajanje ni dobro izpeljano, lahko pričakujemo, da novi delavec še dolgo ne bo vedel, kakšna je organizacija, kaj vse ima in s kom se sodeluje. Če je uvajanje slabo ima lahko resne posledice na delavčevo uspešnost. Novi delavec se lahko nauči določenih reakcij, ki mu delo prej otežujejo, kot pa dovoljujejo, da bi ga hitro in dobro opravil. Ko se nauči nekih napačnih gibov in reakcij, se jih težko znebi (Lipičnik, 1998). Negativne posledice se lahko pokažejo tudi v tem, da zaposleni ni zadovoljen z delom, da nima motivacije za delo, ne ve, kakšna je njegova vloga v organizaciji, se ne vključuje v organizacijsko kulturo, dosega slabše rezultate in se ne poistoveti z vrednotami podjetja (Florea, 2014).

## Trajanje uvajanja
Kako hitro in kako intenzivno poteka proces uvajanja je odvisno od vrste delavcev in dela, ki ga opravljajo. Pri nekaterih lahko traja le nekaj dni, pri delavcih s poskusim delom lahko traja tudi nekaj mesecev, pripravništvo pa lahko traja tudi več kot eno leto (Svetlik, 2009).

## Kdo izvaja uvajanje
Največkrat uvajanje izvaja neposredno nadrejeni skupaj z drugimi sodelujočimi. To ni nujno pomembno, pomembno je, da je odgovorni izvajalec za to tudi ustrezno usposobljen (Mihalič, 2006). S tem namenom organizacije zaposlujejo za to posebej usposobljene ljudi, ki navadno delajo v kadrovskih oddelkih. Ti seznanijo novega sodelavca predvsem s splošnimi stvarmi in ga na ta način uvedejo v organizacijo. Včasih je uvajanje dokaj zahtevna naloga, ki jo zmorejo le posebej usposobljeni menedžerji ki jim lahko veliko pomagajo tudi starejši delavci, ki precej dobro poznajo vsa dela, torej tudi tisto, na katero nameravamo namestiti novega delavca (Lipičnik, 1998).
V proces uvajanja zaposlenega se vključujejo naslednji izvajalci uvajanja (Mihalič, 2006):	
- Neposredno nadrejeni -to sicer ni nujno, je pa najbolj ugodno, saj nam s tem namreč ni potrebno ločevati vodenja in uvajanja, prav tak pa ne prihaja do podvajanja procesov delegiranja, poročanja, organiziranja dela in vprašanj delavnih pristojnosti in odgovornosti.
- Mentor, v primeru da gre za pripravnika.
- Uvajalec, v primeru, da to ni neposredno nadrejeni.
- Vodja organizacijske enote, v primeru da obenem ni v vlogi uvajalca.
- Člani komisije za oceno dela, v primeru da gre za poskusno delo.
- Ožji krog sodelavcev tima oziroma skupine.
- Organizacijska enota za upravljanje človeških virov in človeškega kapitala.
- Širši krog sodelavcev in drugih organizacijskih enot.
- Sodelavci drugih organizacij in organov, s katerimi organizacija sodeluje.
- Drugi zunanji deležniki organizacije, s katerimi sodelavec prihaja v stik.

## Program uvajanja
Program pripravi uvajalec sodelavca v sodelovanju z neposrednim vodjo sodelavca, ki se uvaja, če le-ta ni tudi odgovorni uvajalec zaposlenega, ter v sodelovanju z organizacijsko enoto za upravljanje s človeškimi viri in človeškim kapitalom (Mihalič, 2006).
Programi se med seboj razlikujejo glede na to, ali gre za uvajanje novozaposlenega, uvajanje prerazporejenega ali uvajanje zaradi sprememb na identičnem delovnem mestu. Razlikujejo se tudi glede na zahtevnost delovnega mesta in glede na stopnjo zahtevnosti kompetenc, ki jih sodelavec potrebuje za učinkovito opravljanje del in nalog (Mihalič, 2006).
Vsak program je sestavljen iz splošnega in specifičnega dela. Mihalič (2006) predlaga, da splošni del vsakega programa vsebuje naslednje vsebine:
- Seznanitev z osnovnimi podatki o organizaciji,
- celostna predstavitev dejavnosti organizacije in izdelkov ter storitve,
- seznanitev s pravicami in obveznostmi, ki veljajo za vse zaposlene,
- predstavitev organizacijske strukture in osnovnih enot organizacije,
- ogled celotne organizacije in dela v posameznih organizacijskih enotah,
- predstavitev vodstva organizacije in vodij posameznih enot organizacije,
- natančna seznanitev z organizacijsko enoto, kateri sodelavec pripada,
- spoznavanje z neposrednim vodjo in uvajalcem sodelavca,
- predstavitev programa uvajanja in terminskega načrta izvedbe,
- natančna predstavitev značilnosti, zahtev in možnosti delovnega mesta,
- seznanitev z novimi sodelavci, tako z ožjim kot s širšim krogom,
- predstavitev delovnega prostora, delovnih sredstev in naprav,
- seznanitev z obveznostmi in pravicami, ki izhajajo iz delovnega mesta,
- seznanitev z varnim načinom dela in uporabo zaščitnih sredstev,
- seznanitev z možnostmi izobraževanja, nagrajevanjem in podobno.

V okviru specialističnega dela pa mora sodelavec poglobljeno spoznati naslednje:
- Vse procese in postopke vezane na delovno mesto,
- optimalne načine uspešnega in učinkovitega opravljanja del in nalog,
- vse sodelavce in druge deležnike, s katerimi bo samostojno sodeloval,
- pravilno uporabo delovnih sredstev, naprav in pripomočkov,
- predpise, uredbe in druge normativne akte, ki jih mora upoštevati,
- kriterije in standarde za dobro opravljanje del in doseganje odličnosti,
- vlogo in pomen svojih del in nalog za uspešnost celotne organizacije,
- zahteve varstva pri delu in načine varovanj zdravja sebe in drugih (Mihalič, 2006).

## Evalvacija procesa uvajanja
Pomembno je, da se po koncu programa izvede tudi evalvacija, da lahko v prihodnje izboljšamo vsebino programa (Coleman, 2013). Delodajalec bi moral tudi kasneje vsake toliko časa pogledati, kako se je novi zaposleni navadil na organizacijo in delo. Pomembno je, da se zaveda, na katerih področjih je dober, kje pa bi se lahko še izboljšal. Kazalci, ki kažejo na učinkovitost uvajanja so lahko: 
- Po treh ali šestih mesecih preveri, če je novi zaposleni pozitiven glede svojega dela in organizacije. Preveri tudi, če obseg in količina dela ustrezata njegovim ciljem.
- Po enem letu oziroma pri prvem popolnem pregledu/ocenjevanju uspešnosti preveri, če zaposleni dosega rezultate, za katere se na tej stopnji pričakuje, da jih bo dosegel.
- Delodajalec lahko za povratne informacije prosi zaposlenega po koncu njegovega uvajanja. To mu bo pomagalo ugotoviti tudi, če namerava zaposleni v organizaciji ostati.
- Če večji delež novih zaposlenih zapusti organizacijo po nekaj letih po vstopu v organizacijo mora delodajalec ugotoviti, zakaj (Acas, 2015).

Pri evalvaciji si lahko pomagamo tudi z različnimi vprašalniki, ki jih zaposleni izpolnijo anonimno, z rednimi intervjuji ter skupinskimi diskusijami z novimi zaposlenimi (Florea, 2014).

## Kako izboljšati uvajanje?
Burke (b.d.) navaja 10 nasvetov, kako lahko organizacija izboljša svoj proces uvajanja. 
1. Priprava seznama stvari, ki jih mora uvajanje zajemati. Pomembno je, da se vprašamo, kaj vse moramo novozaposlenemu povedati in pokazati in si pripravimo seznam. Vključimo lahko, kaj moramo narediti pred njegovim prihodom, kaj prvi dan in kaj prvi teden.
2. Poskrbeti, da se zaposleni počuti dobrodošlega. Pri tem si lahko pomagamo z različnimi aktivnostmi, kot je npr. a) da se skupaj zbere celotna ekipa in vsak deli o sebi nekaj, kar je na njem posebnega; b) da dobi kartico, na kateri piše: »dobrodošel v ekipi«; c) da ima celotna ekipa skupno kosilo in podobno.
3. Opis dela, ki ne rabi biti dolg, vendar pa naj zajema najpomembnejše naloge, kakor tudi izkušnje in spretnosti. Pomembno je tudi, da je opredeljena vloga posameznika v ekipi.
4. Spodbujanje celotne ekipe, da se vključi v proces. Ekipo spodbudimo, da različne vidike in naloge razporedi čez več dni, da posameznik ne dobi prvi dan preveč informacij, ki bi ga lahko preobremenile.
5. Pogovor o vrednotah in vizijah organizacije in kaj pomenijo za organizacijo. Novozaposlenega tudi vprašamo, kaj mu pomenijo vrednote in pa mu ponudimo možnost, da nas kaj vpraša.
6. Spodbujanje socialnih interakcij z ekipo. Poskrbimo, da ima novozaposleni kakšnega člana ekipe, na katerega se lahko obrne z vprašanji in kateri mu lahko pomaga, da se prilagodi na novo okolje in čim bolje vključi. Ekipo tudi spodbujamo, da organizirajo kakšno skupno aktivnost z novozaposlenim.
7. Povemo, kakšna so naša pričakovanja, kot tudi to, zakaj je novozaposleni pomemben za organizacijo. Razložimo mu pravila, ki veljajo v naši organizaciji in mu podamo tudi razlage, zakaj so ta pravila pomembna.
8. Poskusimo najti kreativen način, da pozdravimo novega zaposlenega.
9. Redno spremljamo zaposlenega. Uvajanja ne izvajamo samo prvi teden, ampak se z zaposlenim tudi kasneje pogovorimo, ga vprašamo, kako mu gre, kako se je vključil, če so se pojavili kakšni problemi in mu pomagamo, če nas potrebuje.
10. Zaposlenega vprašamo za povratno informacijo o uvajanju. Postavimo mu vprašanja, kot so npr. a) Kaj si želiš, da bi ti v prvem tednu bolj pojasnili?; b) Kakšen nasvet bi dal naslednjemu novozaposlenemu?; c) Kako bi lahko izboljšali uvajanje? Kaj bi lahko izboljšali?

## Različne oblike uvajanja v delo

### Pripravništvo
Pripravništvo je namenjeno mladim kadrom, ki prvič začnejo opravljati določeno delo. Pripravništvo opravljajo iz področja svojega šolanja in posledično potrebujejo določeno pozornost in primerno vpeljavo v svet dela in zaposlitve (Ferlic, 2006). Pripravništvo nam torej pomaga, da dopolnimo šolsko znanje novozaposlenega s praktičnimi delovnimi izkušnjami (Svetlik, 2009). 
Delo s pripravnikom mora biti sistematično. To pomeni, da mu dajemo ustrezne naloge, treba ga je poučevati ter spremljati njegovo delo in razvoj. Pripravništva je po nekem času konec, vendar se s tem ne konča obdobje učenja. Po končanem pripravništvu mora pripravnik opraviti še pripravniški izpit (Svetlik, 2009).  Delavec se uči tudi ob samostojnem delu vso delovno dobo. Glej tudi neplačano pripravništvo.

#### Splošno
Zakon o delovnih razmerjih (2013) določa, da lahko z zakonom ali kolektivno pogodbo na ravni dejavnosti pogodbo o zaposlitvi kot pripravnik sklene tisti, ki prvič začne opravljati delo, ustrezno vrsti in ravni svoje strokovne izobrazbe, ter z namenom, da se usposobi za samostojno opravljanje dela v delovnem razmerju.

#### Trajanje
Pripravništvo predvidoma traja največ eno leto. Lahko se tudi podaljša, v primeru, če pripravnik dela s krajšim delovnim časom od polnega, ali v primeru opravičene odsotnosti z dela, ki traja dlje kot 20 delovnih dni, razen za čas letnega dopusta. Lahko pa se tudi skrajša, vendar le do polovice prvotno določenega trajanja (Zakon o delovnih razmerjih, 2013).

#### Izvajanje
Delodajalec mora pripravniku po programu zagotavljati usposabljanje za samostojno opravljanje dela. Trajanje, potek pripravništva, program, mentorstvo in način spremljanja in ocenjevanja pripravništva se določijo z zakonom, drugim predpisom ali kolektivno pogodbo. Ob koncu mora pripravnik opraviti izpit, ki je sestavni in zaključni del pripravništva in se opravlja pred iztekom pripravniške dobe (Zakon o delovnih razmerjih, 2013).

#### Omejitve odpovedi pripravniku s strani delodajalca
Delodajalec v času trajanja pripravništva pripravniku ne sme odpovedati pogodbe o zaposlitvi, razen če so podani razlogi za izredno odpoved ali v primeru uvedbe postopka za prenehanje delodajalca ali prisilne poravnave (Zakon o delovnih razmerjih, 2013).

#### Volontersko pripravništvo
Volontersko pripravništvo pomeni, da se pripravništvo opravlja, ne da bi delavec in delodajalec sklenila pogodbo o zaposlitvi. Tudi v tem primeru se za pripravnika uporabljajo določbe tega zakona o trajanju in izvajanju pripravništva, omejenosti delovnega časa, odmorih in počitkih, povračilu stroškov v zvezi z delom, odškodninski odgovornosti ter zagotavljanju varnosti in zdravja pri delu v skladu s posebnim zakonom. Pogodba o volonterskem opravljanju pripravništva mora biti sklenjena v pisni obliki (Zakon o delovnih razmerjih, 2013).

### Mentorstvo
Mentorstvo je koristno orodje pri prenosu znanja v podjetjih. V Sloveniji imajo redka podjetja razvite sisteme za izvajanje internega prenosa znanja (Jug, 2008). Bolj pogost je neformalni način prenosa znanja. Takšen sistem ima zaradi svoje nesistematičnosti nekaj pomanjkljivosti. Izvirajo iz tega, da nihče ne ve, katere veščine in znanja se prenašajo, kje je izvor znanja in kdo ga sprejema. Prav tako je pomanjkljiva povratna informacija, ker ni informacij o poteku procesa, kako je bil izveden, kakšne so bile težave. Mentorstvo pa prinaša nekaj prednosti, ki jih navaja N. Jug (2008). Mentorstvo tako zvišuje produktivnost, ohranja in povečuje intelektualni kapital podjetja, vzdržuje motivacijo za delo (tako pri mentorjih kot pri izobraževancih), izboljšuje komunikacijo in razumevanje v podjetju ter omogoča učinkovitejše nasledstveno načrtovanje in je stroškovno učinkovito. 
Mentorstvo v podjetjih uporabljajo, ko se uvaja novozaposlene na delovno mesto, za usposabljanje naslednikov in zaposlenih s potenciali, kot pomoč vodjem, ki ne dosegajo zastavljenih ciljev, za usposabljanje zaposlenih po daljši odsotnosti z dela in kot podporo zaposlenih, ki delajo v predstavništvih v tujini. 

##### Mentor
Mentor je običajno oseba, ki ima ustrezna tako teoretična znanja kot praktične izkušnje iz stroke (Jug, 2008). Mentor organizacijo pozna, hkrati v njej uživa zaupanje in ugled.

### Poskusno delo
Poskusnega dela ne smemo enačiti s pripravništvom. Zakonsko sta namreč to dve povsem različni delovno-pravni instituciji. Poskusno delo je namenjeno preizkušanju ali delavec ima zahtevane strokovne sposobnosti za delo, ki ga namerava prevzeti (Ferlic, 2006). Po navadi se poskusnega dela udeležujejo novinci v organizaciji, ki pa niso začetniki na svojem delovnem področju. Poskusno delo opravljajo, da bi dokazali, da so sposobni učinkovitega in samostojnega dela. 
Pomembno je, da novinec spozna delovno kulturo organizacije. Spoznati se mora s strukturo dela, ki po navadi zaradi svoje zapletenosti izzove njegove osebnostne lastnosti. Z opazovanjem odziva novinca pa lahko organizacija preveri ali je bila odločitev o izbiri kandidata za zaposlitev pravilna.
V času poskusnega dela je uvajanje zaposlenih nekoliko bolj specifično. Poskusno delo lahko traja največ šest mesecev, običajno pa traja tri mesece na delovnih mestih z zahtevano visoko strokovno ali univerzitetno izobrazbo in en mesec na delovnih mestih s srednjo izobrazbo. Na ostalih delovnih mestih pa poskusnega dela običajno ne uvedemo. Spremljanje poskusnega dela zaposlenega izvaja komisija. Ta je največkrat tričlanska in znotraj katere je eden izmed članov neposredni vodja sodelavca. Komisija ima nalogo uvajanja zaposlenega, v procesu katerega se smiselno upoštevajo priporočila uvajanja. Pomemben del predstavlja ocena poskusnega dela, s katero se poskusno obdobje zaključi in katero poda komisija na osnovi spremljanja sodelavca skozi celotno poskusno dobo. Ocena je lahko pozitivna ali negativna, komisija pa opredeli kvaliteto in kvantiteto opravljanja del in nalog sodelavca, vedenje in delovanje sodelavca v medsebojnih interakcijah s sodelavci, oceni prikazan potencial in oblikuje končno mnenje o ustreznosti delavca za nadaljnje opravljanje del in nalog v organizaciji na osnovi katerih se določi uspešno ali neuspešno poskusno delo (Mihalič, 2006).
Določbe Zakona o delovnih razmerjih (2013) urejajo upravljanje poskusnega dela zaposlenih. Te zajemajo:
1. V pogodbi o zaposlitvi se delavec in delodajalec lahko dogovorita o poskusnem delo.
2. Poskusno delo traja največ šest mesecev. Poskusno delo se lahko podaljša v primeru začasne odsotnosti z dela.
3. V času trajanja poskusnega dela lahko delavec redno odpove pogodbo o zaposlitvi.
4. Če delodajalec v času trajanja ali ob poteku poskusnega dela ugotovi, da delavec poskusnega dela ni uspešno opravil, lahko delavcu redno odpove pogodbo o zaposlitvi.
5. Delavec in delodajalec se lahko dogovorita o ustreznem denarnem povračilu namesto dela ali celotnega odpovednega roka v skladu s 96. členom tega zakona.
6. V času trajanja poskusnega dela lahko delodajalec delavcu odpove pogodbo o zaposlitvi tudi, če so podani razlogi za izredno odpoved ali zaradi postopka za prenehanje delodajalca ali prisilne poravnave.
7. Delavec je v primeru odpovedi pogodbe o zaposlitvi zaradi neuspešno opravljenega poskusnega dela upravičen do odpravnine, določene za primer redne odpovedi pogodbe o zaposlitvi iz poslovnih razlogov.

## Razlika med uvajanjem in usposabljanjem
Usposabljanje lahko razumemo kot vmesno etapo med izobraževanjem in delom ali kot dodatni trening tistih znanj, sposobnosti in navad, ki so potrebna za opravljanje določenega dela v okviru celote neke dejavnosti (Ferlic, 2006).
Uvajanje pa je bolj osredotočeno na omogočanje učinkovitega vključevanja v delo novim delavcem in tistim delavcem, katerih delovnih pogoji so bili spremenjeni. Nanaša se na spoznavanje temeljnih procesov, običajev in pravil v organizaciji, ki novincu omogočajo, da se vanjo lahko kvalitetno vključijo (Ferlic, 2006).

## Socializacijski modeli
Socializacija ni le privolitev novinca v običaje organizacije, kjer dela. Pomeni notranjo pripadnost organizaciji, spremembo nekih temeljnih vedenj in verovanj. Ko se socializacijski proces zaključi, ima organizacija privržene in lojalne člane, ki imajo pozitiven odnos do dela in visoke standarde. Zaželeno je, da so programi uvajanja sistematični in tako zajemajo in vodijo novinca skozi vse stopnje socializacije.

### Maitlandov model
Maitland (1997; v Svetlik, 2009) pa je uvajanje razdelil na tri časovne sklope: indukcija, ki poteka med postopkom izbire, indukcijski dan, indukcija v prvih tednih.
1. Med postopkom izbire – v tem času naj bi kandidate seznanjali z delom in organizacijo, da bi ti dobili čim bolj objektivno predstavo o zaposlitvi, ki jo želijo. Če ta proces ni dobro izpeljan lahko privede do vzajemnega razočaranja in do zgodnje fluktuacije. Potrebno se je torej izogniti kognitivni disonanci, ki nastopa kot razlika med pričakovanji glede dela in dejanskim delom.
2. Uvajalni dan – namenjen je seznanjanju z oddelkom, v katerem bo delavec delal, z delovnim mestom, sodelavci, prostori in ljudmi, s katerimi bo pogosto v stiku in skupnimi prostori. Pomembno je, da delavec pridobi čim več informacij o organizaciji kot celoti, se podrobno seznani  s pogoji zaposlitve, prejme naj ustrezne pravilnike in pisna navodila ter uredi upravne zadeve. Dan naj začne skupaj z nekom iz kadrovskega oddelka, večino časa pa naj bo neposredno z delavcem, ki odhaja in ga bo sam nadomestil, ali s sodelavcem, ki je posebej odgovoren za njegovo uvajanje. Pomembno je, da je delovno mesto ustrezno pripravljeno, da delavec naslednji dan že začne delati v prijetnem okolju.
3. V prvih tednih – oseba, ki je odgovorna za uvajanje naj poskrbi za odstranjevanje morebitnih težav in dajanje ustreznih pojasnil.

### Scheinov model
Schein (1978; v Svetlik, 2009) opisuje vstop, socializacijo in sprejem.
1. Vstop – tako posameznik, kot organizacija si prizadevata pridobiti točne informacije eden o drugem. Na tej stopnji morata tudi uskladiti pričakovanja, če ta niso bila povsem realna in so se oblikovala pred vstopom, zlasti med pridobivanjem in izbiro kandidatov.
2. Socializacija – posameznik se mora v tem času prilagoditi organizacijskemu okolju. V tem času se privaja na delo, na novega vodjo in sistem nagrad, poskuša si ustvariti prostor za samoidentifikacijo. Tudi s strani organizacije obstaja negotovost glede tega, ali se bo posameznik uspel vključiti, ali bo lahko prispeval kaj novega in ali bo dojemljiv za učenje, osebni razvoj in kariero v organizaciji.
3. Sprejem – na tej stopnji posameznik ni več novinec, ampak eden od polnovrednih članov organizacije. To mu organizacija potrjuje s pozitivno oceno uspešnosti, dviganjem plače, dodeljevanjem novih nalog, uvajanjem v poslovne skrivnosti in napredovanjem. Posameznik pa potrjuje, da je organizacijo sprejel: je ne zapusti, niti ne namerava, dela nadure, sprejema dodatne naloge, tudi take, ki se jih drugi izogibajo.

### Robbinsov model
Robbins fazo socializacije, ki je najdaljši in najkompleksnejši proces vstopa v organizacijo, razume kot sestav treh faz: pred-vstopne faza, trčenja in metamorfoze. Bistvo pred-vstopne faze je, da vsak novinec vstopi v organizacijo s svojimi vrednotami in pričakovanji. Sledi faza trčenja, ko novinec spozna, kakšna je organizacija v resnici. V fazi metamorfoze pa se dogajajo dolgoročne spremembe. Novinec se vključi v delo ter sledi normam in vrednotam. 
Socializacijski proces pripelje do treh možnih rezultatov, ki so odvisni od samega poteka uvajanja. To so: produktivnost, predanost in (nezaželen) odhod iz organizacije (Ferlic, 2006).

### Feldmanov model
Feldmanov model se od prejšnjih treh razlikuje v tem, da Feldman razume socializacijo le kot eno izmed faz vstopa v organizacijo. Faze v njegovem modelu so: pričakovana socializacija, akomodacija in menedžment vlog. Prva je imenovana vstop, za katero sta značilna dva pojava. Gre se za realnost pričakovanj obeh udeležencev in za stopnjo, do katere se novinec dobro ujema z organizacijo. Druga faza se imenuje vlom. Predstavlja post-vstopno fazo, za katero je značilno, da novinec začne oblikovati nove medosebne odnose, spozna svojo vlogo v organizaciji. Zadnja, tretja, faza pa nastopi, ko se delo v organizaciji slada z novinčevimi interesi zunaj dela in ko je novinec zmožen reševati konflikte na in pri delu (Ferlic, 2006).

### Sestavljen pristop k stopnjam socializacije
Ray (1996) združuje vse naštete modele v enoten pogled na post-vstopno organizacijsko socializacijo. Sestavlja nov model – sestavljen pristop k stopnjam socializacije. Model je sestavljen iz štirih faz. 
1. Soočanje in sprejem organizacijske realnosti:  Prva faza je čas, ko se pričakovanja zaposlenega o organizaciji izpolnijo ali pa tudi ne. Zaposleni ugotovi, kateri osebni pogledi in vrednote so podkrepljeni s strani organizacije, kateri so nezaželeni in katere organizacija kaznuje.
2. Doseganje jasnih vlog: V drugi fazi se novozaposlenega vpelje na delovno mesto. Predstavijo se mu delovne naloge, določijo se medosebne vloge. Narediti mora nekaj sprememb, da doseže skladnost med njegovo in organizacijsko oceno uspešnosti dela.
3. Postavitev sebe v organizacijski kontekst: V tretji fazi se novinec uči, kateri modeli so skladni z orgnaizacijo in razrešiti morebitno navzkrižje interesov, med delom in osebnim življenjem. Oblikujejo se nova samopodoba novinca, medosebni odnosi in sprejem novih vrednot.
4. Odkrivanje znakov uspešne socializacije: V zadnji fazi se nam razkrijejo doseženea pripadnost organizaciji, stopnja zadovoljstva, občutek medsebojnega sprejemanja, pomembnost pri delu in notranja motivacija pri delu.

### Acas
Advisory, conciliation and arbitration service (Acas) (2015) predlaga 8 korakov pri uvajanju novih zaposlenih:
1. Preden zaposleni začne z izvajanjem dela, naj mu delodajalec pošlje pomembne informacije o organizaciji. Prav tako naj načrtuje njegovo uvajanje, vključno s tem, koga bo spoznal prvi dan, kdo bo njegov mentor, pripravi pa naj tudi njegovo delovno mesto.
2. Prvi dan naj mu razkaže organizacijo, ga predstavi kolegom, menedžerjem in pa mentorjem. Predstavi naj mu tudi pomembne dokumente, vendar na način, ki ga ne bo preobremenil. Pomembno je tudi, da je poudarek na zdravju in varnosti.
3. Prvi teden naj mu razloži kdo je kdo, kako organizacija deluje, njena pravila, kakšne so njegove zadolžitve in kako delujejo v okviru organizacije. Pomembno je tudi, da mu razloži, kako je delo ocenjeno in mu dovoli poskusiti nekaj nalog.
4. Prvi mesec naj preveri, kako se je zaposleni ujel z organizacijo, če potrebuje še kakšno dodatno vodenje in če so še kakšne dodatne skrbi. Pomembno je tudi, da mu poda povratno informacijo, ki je realistična, a hkrati pozitivna.
5. V prvih treh mesecih naj preverja njegovo delo. Oceni naj kaj je dobro, kaj bi bilo lahko boljše. Naredi naj se tudi dogovor, če potrebuje še kakšno dodatno podporo. Dogovor naj vsebuje tudi časovne cilje.
6. Prvih šest mesecev naj se odloči, če je bila poskusna doba dobra in se bo zaposlenega obdržalo v organizaciji. Hkrati naj naredi tudi nekakšen povzetek njegovega dela in mu postavi cilje za naslednjih šest mesecev.
7. Ob koncu prvega leta naj naredi povzetek celotnega leta. Zaposlenega naj vpraša tudi o povratni informaciji o učinkovitosti njegovega uvajanja.
8. Kasneje naj zaposlenemu še vedno nudi oporo in mu omogoča napredek v smeri, ki bo učinkovita za organizacijo in mu pomaga pri izboljšanju njegovih spretnosti, hkrati pa krepi njegovo zvestobo organizaciji.

## Prednosti in pomanjkljivosti uvajanja v delo
Uvajanje v delo prinaša veliko pozitivnih posledic tako podjetju kot novozaposlenemu. Nekaj teh koristi (Dibeličar, 2010):
- ustvari dober prvi vtis o organizaciji,
- določi standarde za delo (realna pričakovanja novozaposlenega),
- pripravi pogoje za učečo se organizacijo,
- selekcijsko orodje za izbiro kadrov,
- podpira razvojne programe,
- osebni in profesionalni razvoj,
- dober ugled podjetja,
- novozaposleni pomemben član verige v podjetju, kar prinaša višjo motivacijo za delo,
- novozaposleni hitreje doseše zastavljena pričakovanja pri delu,
- manjša negovotovost novo zaposlenega na začetku.

Kljub vsem pozitivnim posledicam, ki jih lahko prinese uvajanje, pa je lahko obenem to tudi slabo strukturirano. Kaže predvsem v preveliki formalnosti programov. Uvajalni programi naj bi bili fleksibilni in prilagodljivi, če pa tem pogojem ni zadoščeno pa lahko to vodi v apatijo in nezadovoljstvo med zaposlenimi. Werther in Davis (1993) sta ugotovila, da je pri postopku uvajanja najpogosteje najšibkejši člen vodja oziroma nadrejeni. Ta pogosto ob vseh rednih delovnih nalogah nima časa za uvajanje novinca. Drugi vir napake znotraj nadrejenega pa je tudi negotovost, katero znanje naj bi prenesel na novo zaposlenega delavca. Glavna slabost slabega uvajanja v delo pa je zgodnja fluktuacija delavcev. Če organiacija nima dobro oblikovanih in sistematičnih programov uvajanja in ne posveča dovolj poznornosti njihovemu načrtovanju in oblikovanju je v veliki nevarnosti, da bo s tem naredila več škode kot koristi (Jug, 2008)